# Кузнец Вакула (опера)
Кузнец Вакула (соч. 14) ― опера Петра Чайковского в трёх действиях по либретто Якова Полонского, основанном на повести Николая Гоголя «Ночь перед Рождеством». Либретто изначально было написано для Александра Серова, но он умер в 1871 году, оставив после себя только отдельные музыкальные фрагменты на эту тему. 

## История сочинения
Опера была написана Чайковским в период с июня по 21 августа 1874 года. Он приступил к сочинению во время отдыха в селе Низы (Харьковская губерния) и завершил работу уже в Усове. Работа была посвящена памяти великой княгини Елены Павловны, которая умерла в 1873 году. Чайковский анонимно представил партитуру на конкурс композиторов под девизом «Ars longa, vita brevis» («Искусство долговечно, жизнь коротка»). В нём он одержал победу и получил 1500 руб. В 1885 году Чайковский пересмотрел своё сочинение и издал второе издание оперы, которое получило название «Черевички».

## История выступлений
Премьера оперы состоялась в Санкт-Петербурге 6 декабря [24 ноября] 1876 года в Мариинском театре под управлением Эдуарда Направника. Режиссёром выступил Геннадий Кондратьев, сценографами были Михаил Бочаров и Матвей Шишков.

## Роли
| Роль | Голос         | Премьера в Санкт-Петербурге 6 декабря 1876 г. (Дирижёр: Эдуард Направник) |
| --- | ------------- | ------------------------------------------------------------------------- |
| Вакула, кузнец | тенор         | Фёдор Комиссаржевский                                                     |
| Солоха, мать Вакулы, ведьма                                                                                                 | меццо-сопрано | Анна Бичурина                                                             |
| Бес из пекла, фантастическое лицо                                                                                           | бас           | Иван Мельников                                                            |
| Чуб, старый казак | бас           | И. Матчинский                                                             |
| Оксана, дочь Чуба | сопрано       | Вильгельмина Рааб                                                         |
| Пан Голова | бас           | Осип Петров                                                               |
| Панас, приятель Чуба | тенор         | В. Васильев                                                               |
| Школьный учитель из бурсаков                                                                                                | тенор         | Н. фон Дервиз                                                             |
| Светлейший | бас           | Федор Стравинский                                                         |
| Церемониймейстер | бас           |                                                                           |
| Дежурный | тенор         | Павел Дюжиков                                                             |
| Старый казак | бас           |                                                                           |
| Леший | бас           |                                                                           |
| Хор, тихие голоса: парни, девушки, старосты, гусляры, русалки, лесные духи, эхо, духи, придворные дамы и господа, запорожцы |               |                                                                           |

Сценическая история оперы была короткой. Состоялось 18 представлений в Мариинском театре за несколько сезонов, но Чайковский не разрешил показывать оперу в других театрах. Неудовлетворённый её содержанием, композитор переработал оперу в 1885 году, после чего она стала известна под названием «Черевички».

## Сюжет
Время : конец XVIII века 
Место действия: село Диканька; Санкт-Петербург 

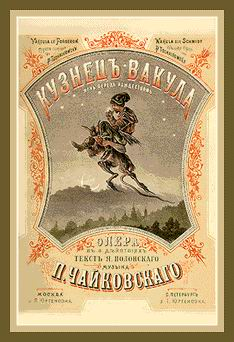
Обложка печатной партитуры

Вдова Солоха соглашается помочь бесу украсть луну. Беса раздражает сын Солохи Вакула, который написал икону, в котором изобразил его в смешном виде. Дьявол решает вызвать метель, чтобы Вакула не увидел свою любимую Оксану. Пока буря бушует, Солоха поднимается в небо и крадёт луну, а отец Оксаны Чуб и Дьякон не могут найти дорогу. Оксана дома одна и одинока. Она проходит через несколько настроений, и музыка следует за ней с постепенно ускоряющимися темпами. В какой-то момент Вакула входит и наблюдает, как она восхищается собой. Она дразнит его, и он говорит, что любит её. Чуб возвращается из бури, и Вакула, не узнав его, преследует его, нанося ему удары. Видя, что он сделал, Оксана прогоняет Вакулу. Молодые люди из села приходят петь украинские рождественские колядки. Оксана понимает, что она все ещё любит Вакулу. Трое мужчин и Дьявол оказываются в трёх мешках у хижины Солохи, последовательно пытаясь соблазнить её, и Вакула в конечном итоге вытаскивает тяжелые мешки. Снаружи борются три группы колядников. Оксана пеняет Вакуле, что тот не купил ей сапожки царицы: если он этого не сделает, она не выйдет за него замуж. Он угрожает самоубийством, оставляя два мешка с Дьяконом и Чубом.
Лесной дух предупреждает водных нимф о том, что Вакула приходит и хочет покончить жизнь самоубийством. Дьявол выпрыгивает из мешка Вакулы и пытается заполучить его душу в обмен на Оксану, но Вакула вместо этого залезает на спину дьявола. Вакула заставляет дьявола отнести его по воздуху в Петербург. Дьявол опускает Вакула во двор царицы и исчезает в камине. Вакула присоединяется к группе казаков, которые собираются увидеть царицу. В тронном зале хор поёт хвалу царице. Вакула просит у царицы сапожки и получает их, позабавив её. Дьявол уносит Вакулу, казаки продолжают танцевать. Следующая сцена происходит на сельской площади ярким рождественским утром. Солоха и Оксана думают, что Вакула утопился и оплакивают его. Оксана убегает со слезами, когда жители деревни приглашают её на празднование Рождества. Вакула возвращается с сапожками, просит Чуба простить его за побои и просит руки Оксаны. Она входит и говорит Вакуле, что она хочет его, а не эти глупые сапожки. Чуб призывает кобзарей, и все продолжают праздновать.